# VM i ishockey 1999
 Denne artikel omhandler VM for herrer. Opslagsordet har også en anden betydning, se VM i ishockey 1999 (kvinder).
Verdensmesterskabet i ishockey 1999 var det 63. VM i ishockey, arrangeret af IIHF. Der var 40 deltagende hold ved mesterskabet, hvilket var en tangering af den hidtidige deltagerrekord fra 1998. I forhold til året før var Jugoslavien blevet udelukket fra at deltage på grund af krigen i Kosovo. Til gengæld deltog Island for første gang i VM.
VM blev afviklet i fire niveauer som A-, B-, C- og D-VM. De 16 bedste hold spillede som nævnt om A-VM, mens B-, C- og D-VM havde deltagelse af henholdsvis otte, syv og ni hold.
A-VM i Oslo, Hamar og Lillehammer, Norge i perioden 1. – 16. maj 1999.
B-VM i Odense og Rødovre, Danmark i perioden 8. – 17. april 1999.
C-VM i Tilburg og Eindhoven, Holland i perioden 22. – 28. marts 1999.
D-VM i Krugersdorp, Sydafrika i perioden 14. – 20. april 1999.
Mesterskabet blev for anden gang vundet af Tjekkiet, og hvis Tjekkoslovakiets seks VM-titler medregnes, var det tjekkernes ottende VM-titel gennem tiden. I finalen, der blev spillet bedst af to kampe, vandt Tjekkiet over Finland. Tjekkerne vandt den første finale 3-1, mens finnerne sejrede 4-1 i den anden, og dermed måtte der for første gang i VM-historien spilles en afgørende ekstraperiode om mesterskabet, som blev vundet af Tjekkiet med 1-0. Dermed måtte Finland for andet år i træk nøjes med sølvmedaljerne. Bronzemedaljerne gik til de forsvarende verdensmestre fra Sverige, som i bronzekampen besejrede Canada med 3-2.
| A-VM 1999 | A-VM 1999    |
| --------- | ------------ |
| Guld      | Tjekkiet     |
| Sølv      | Finland      |
| Bronze    | Sverige      |
| 4.        | Canada       |
| 5.        | Rusland      |
| 6.        | USA          |
| 7.        | Slovakiet    |
| 8.        | Schweiz      |
| 9.        | Hviderusland |
| 10.       | Østrig       |
| 11.       | Letland      |
| 12.       | Norge        |
| 13.       | Italien      |
| 14.       | Ukraine      |
| 15.       | Frankrig     |
| 16.       | Japan        |

| B-VM 1999 | B-VM 1999      |
| --------- | -------------- |
| 17.       | Danmark        |
| 18.       | Storbritannien |
| 19.       | Kasakhstan     |
| 20.       | Tyskland       |
| 21.       | Slovenien      |
| 22.       | Estland        |
| 23.       | Polen          |
| 24.       | Ungarn         |

| C-VM 1999 | C-VM 1999 |
| --------- | --------- |
| 25.       | Holland   |
| 26.       | Rumænien  |
| 27.       | Litauen   |
| 28.       | Kina      |
| 29.       | Kroatien  |
| 30.       | Sydkorea  |
| 31.       | Bulgarien |

| D-VM 1999 | D-VM 1999   |
| --------- | ----------- |
| 32.       | Spanien     |
| 33.       | Israel      |
| 34.       | Australien  |
| 35.       | Belgien     |
| 36.       | Sydafrika   |
| 37.       | New Zealand |
| 38.       | Tyrkiet     |
| 39.       | Grækenland  |
| 40.       | Island      |

Der var igen ingen direkte op- og nedrykning mellem A- og B-gruppen. I stedet spillede de fem dårligste ikke-asistiske hold fra A-gruppen kvalifikation sammen de tre bedste hold fra B-gruppen om fem ledige pladser ved det efterfølgende VM. Asien havde sin egen VM-kvalifikation, hvor der blev spillet om én ledig plads ved næste VM.